# Micromeria glomerata
Micromeria glomerata là một loài thực vật có hoa trong họ Hoa môi. Loài này được P.Pérez mô tả khoa học đầu tiên năm 1973 publ. 1974.